# Херелей
Херелей (др.-греч. Χαιρέλεως; умер в 403 году до н. э. или позже) — древнегреческий политический деятель, один из Тридцати тиранов, правивших Афинами в 404—403 годах до н. э.

## Биография
В 404 году до н. э. Херелей стал членом коллегии Тридцати (позже её членов стали называть «Тридцатью тиранами»), к которой перешла власть над Афинами. Известно, что он принадлежал к той трети членов совета, которая была выбрана народным собранием, и представлял филу Акамантида. О дальнейшей судьбе Херелея сохранившиеся источники ничего не сообщают. Известно, что, потерпев поражение в войне с демократами, «Тридцать» бежали в Элевсин, а позже многие из них были казнены.